# Hilderstone
Hilderstone är en ort och civil parish i Storbritannien.   Den ligger i grevskapet Staffordshire och riksdelen England, i den södra delen av landet, 200 km nordväst om huvudstaden London. Hilderstone ligger 172 meter över havet och antalet invånare är 641.
Terrängen runt Hilderstone är platt. Runt Hilderstone är det ganska tätbefolkat, med 207 invånare per kvadratkilometer. Närmaste större samhälle är Stoke-on-Trent, 12,6 km nordväst om Hilderstone. Trakten runt Hilderstone består i huvudsak av gräsmarker.